# Goryeong
Der Landkreis Goryeong (kor.: 고령군, Goryeong-gun) befindet sich in der Provinz Gyeongsangbuk-do in Südkorea. Der Verwaltungssitz befindet sich in der Stadt Goryeong-eup. Der Landkreis hatte eine Fläche von 383,7 km² und eine Bevölkerung von 34.122 Einwohnern im Jahr 2019. Der Kreis befindet sich westlich der Stadt Daegu.
Goryeong ist ein historisches Zentrum des alten Königreichs Daegaya.

Lage des Landkreises in Gyeongsangbuk-do